# Džu Šidžje
Džu Šidžje (poenostavljena kitajščina: 朱世杰; tradicionalna kitajščina: 朱世傑; pinjin: Zhū Shìjié; Wade–Giles: Chu Shih-chieh, 1249–1314), vljudnostno ime Hančing (漢卿; pinjin: Hanqing), psevdonim Songting (松庭), kitajski matematik, * 1270, † 1330.

## Življenje in delo
Iz njegovega življenja je znano le to, da je vsaj 20 let preživel kot potujoči učitelj matematike.
Ohranili sta se dve njegovi deli. Uvod v študij matematike (matematični študij) (算學啟) iz leta 1299 je elementarno delo o matematiki. Džu je v njo vključil okoli 260 problemov, ki se nanašajo na operacije v aritmetiki in algebri. Knjiga je pokazala tudi kako merimo dve različni dvorazsežni krivulji in trirazsežna telesa. Uvod je zelo vplival na razvoj matematike na Japonskem. Knjiga se je na Kitajskem izgubila, leta 1839 pa so naredili kopijo iz korejske knjige.
Njegova druga knjiga iz leta 1303 Dragoceno (popolno, natančno) ogledalo štirih elementov (neznank), (Podrobni zgledi) (四元玉鑒) je njegovo najpomembnejše delo. S knjigo je Džu pripeljal kitajsko algebro do njenega najvišjega nivoja. Knjiga vsebuje razlago njegove metode štirih elementov, s katerimi izrazimo štiri neznanke v algebrski enačbi. Pojasnil je tudi kako računamo kvadratne korene in je veliko prispeval k teoriji vrst in zaporedij. V uvodu je opisal svoje 20 letno potovanje po Kitajski.
Z njegovim delom je dosegel vrh svojega razvoja tisti del kitajske algebre, ki temelji na posebnem polaganju računskih paličic na polja računskih tabel (matrični račun). V zvezi s tem je treba omeniti predvsem njegovo spretnost pri reševanju algebrskih enačb višjih stopenj. Sicer pa je znano, da je dobro poznal že tudi aritmetični trikotnik (danes Pascalov trikotnik) do 9. vrstice in lastnosti binomskih koeficientov, ki sta jih poznala že tudi Jang Hui malo pred njim in Džia Šjan v 11. stoletju.